# Athens (Tennessee)
Athens város az Amerikai Egyesült Államok Tennessee államában, McMinn megyében, melynek megyeszékhelye is. Lakosainak száma 14 084 fő (2020. április 1.).

## Népesség
A település népességének változása:

| 2010 | 13 458 |
| 2020 | 14 084 |